# Josef Haltrich

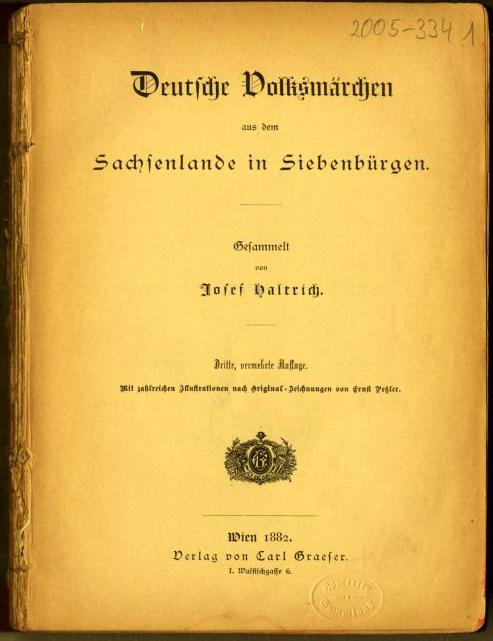
Deutsche Volksmärchen aus dem Sachsenlande in Siebenbürgen, az 1882-es bécsi kiadás címlapja

Josef Haltrich (Szászrégen, 1822. július 22. – Segesvár, 1886. május 17.) erdélyi szász történész, néprajzkutató, tanár és lelkész.

## Életpályája
1836-tól 1845-ig a segesvári gimnáziumban tanult, 1845–47-ben a lipcsei egyetemen teológiát, bölcsészettudományt és történelmet tanult. 1848-ban id. Bethlen János gróf gyermekeinek nevelője volt Kolozsvárt; ugyanebben az évben ősszel a segesvári ágostai evangélikus főgimnázium tanárának választották. 1869-ben a főgimnázium igazgatója lett, 1873-ban Segesd evangélikus lelkésze. Ma a segesvári gimnázium az ő nevét viseli.
Cikkei jelentek meg a segesvári főgimnázium Programmjában (1855. Zur deutschen Thiersage, 1866. Negative Idiotismen der siebenbürgisch – sächsischen Volkssprache), a Fromann Zeitschriftjában (V. 1858. Bildliche Redensarten, Umschreibungen und Vergleichungen der siebenbürgisch-sächsischen Volkssprache, VI. 1859. Kindergebete), a Siebenbürger Boteban (1867. Zur Kulturgeschichte der Sachsen in Siebenbürgen), a Siebenbürgisch Deutsches Wochenblattban (1869. Zur Charakteristik der Zigeuner), az Archiv des Vereins für siebenbürgische Landeskundeben (N. F. XII. Bericht betreffend das siebenb. deutsche Wörterbuch), a Sächsischer Hausfreund című naptárban (1881. Sächsischer Volkswitz und Volkshumor), a Siebenbürgisch-Deutsches Tageblattban (1881. 2402. sz. Die Welt unserer Märchen und unserer Kinder.)

## Művei
- Deutsche Volksmärchen aus dem Sachsenlande in Siebenbürgen. Berlin, 1856 (2. bőv. kiadás. Bécs, 1863)
- Die Stiefmütter, die Stief- und Waisenkinder in der siebenbürgisch-sächsischen Volks-Poesie. Wien, 1856
- Zur Geschichte von Sächsisch-Regen seit den letzten 100 Jahren. Kronstadt, 1857 (különnyomat az Archiv-ból)
- Plan zu Vorarbeiten für ein Idiotikon der siebenbürgisch-sächsischen Volkssprache. Hermannstadt, 1865
- Deutsche Inschriften aus Siebenbürgen. Festgabe der Stadt Schässburg an die Mitglieder des Vereins für siebenb. Landeskunde. Hermannstadt, 1867
- Zur Kulturgeschichte der Sachsen in Siebenbürgen. Hermannstadt, 1867 (különny. a Hermannstädter Zeitungból)
- Die Macht und Herrschaft des Aberglaubens in seinen vielfachen Erscheinungen. Hermannstadt, 1871
- Zur Volkskunde der Siebenbürger Sachsen. In neuer Bearbeitung herausgegeben von J. Wolff. Wien, 1885

## Magyarul
- A csodálatos fa. Erdélyi szász népmesék. Josef Haltrich gyűjtése; vál. Kovács Ágnes, utószó Hanni Markel, ford. Üveges Ferenc; Európa, Bp., 1979 (Népek meséi)
- A csodát termő fa. Erdélyi szász népmesék; vál., ford. Veres István, Josef Haltrich népmese-gyűjtése alapján; Pont, Bp., 2015 (Conflux)
- Királylány a lángpalotában. Erdélyi szász népmesék; szerk. Burus János Botond, Josef Haltrich népmesegyűjtése alapján; Gutenberg, Csíkszereda, 2016